# Vüqar Orucov
Wugar Nariman ogly Orudschow (russisch Вугар Нариман оглы Оруджёв, aserbaidschanisch Vüqar Nəriman oğlu Orucov; * 26. Oktober 1971 in Baku, Sowjetunion) ist ein russischer Ringer, der auch für die Sowjetunion, die GUS und für Belarus startete. Er wurde 1991 und 1995 Weltmeister im freien Stil im Halbfliegengewicht.

## Werdegang
Wugar Orudschow wurde in Baku, damals Sowjetunion, heute Aserbaidschan, geboren. Er begann dort als Jugendlicher 1986 mit dem Ringen und startete für Dynamo Baku. International ging er bis 1991 für die Sowjetunion an den Start. Im Zuge der Auflösung der Sowjetunion startete er 1992 für die GUS, 1993 für Belarus und ab 1995 für Russland. In Russland trat er in die Armee ein und startete für den ZSKA Moskau. Trainiert wurde er u. a. von Z. Dschangirow. Er betätigte sich nur im freien Stil und immer in der leichtesten Gewichtsklasse des Männerringens, dem Halbfliegengewicht, das seine Gewichtsgrenze bei 48 kg Körpergewicht hatte.
1989 wurde Wugar Orudschow bei seinem ersten Start bei einer internationalen Meisterschaft in Bursa Junioren-Europameister der Altersgruppe „Juniors“. Dabei siegte er vor Mircea Crutus, Rumänien und Fazli Yeter, Türkei (später Deutschland). Im gleichen Jahr wurde er in Ulaanbaatar Junioren-Vize-Weltmeister der Altersgruppe „Espoirs“. Im Finale dieser Meisterschaft musste er sich Nasser Zeinalnia aus dem Iran geschlagen geben. 1990 wurde er wieder Junioren-Europameister in der Altersgruppe „Espoirs“ vor Neven Alexejew aus Bulgarien.
1991 startete er erstmals bei einer internationalen Meisterschaft bei den Senioren. Er musste sich bei der Europameisterschaft in Stuttgart erst im Finale dem Deutschen Reiner Heugabel geschlagen geben. Noch erfolgreicher war er bei der Weltmeisterschaft 1991 in Warna, denn er holte sich dort vor Kim Il-ong, Nordkorea und Kim Jong-shin, Südkorea, den Weltmeistertitel. Dabei gelang es ihm, dem späteren zweifachen Olympiasieger Kim Il-ong die einzige Niederlage in dessen internationaler Ringerlaufbahn beizubringen.
1992 wurde Wugar Orudschow in Kaposvár Vize-Europameister, wobei er im Endkampf gegen Romică Rașovan, Rumänien verlor. Bei den Olympischen Spielen in Barcelona ging er für die GUS an den Start. Dort verlor er gleich seinen ersten Kampf gegen Kim Il-ong, erkämpfte sich danach aber mit eindrucksvollen Siegen über Fariborz Besarati, Schweden, Stanislaw Szostecki, Polen, Aldo Martínez, Kuba, Reiner Heugabel und Romică Rașovan, Rumänien noch eine olympische Bronzemedaille.
Bei der Weltmeisterschaft 1993 in Toronto, bei der er für Belarus an den Start ging, belegte er hinter Alexis Vila Perdomo aus Kuba und vor Jung Soon-won, Südkorea den 2. Platz. 1994 konnte er dann wegen seines Wechsels von Belarus nach Russland an keinen internationalen Meisterschaften teilnehmen. 1995 gewann er dann aber in Fribourg/Schweiz den Europameistertitel vor László Óváry, Ungarn, Wiktor Efteni aus der Ukraine und Armen Mkrttschjan aus Armenien. Danach gewann er 1995 noch zwei Weltmeistertitel. Zunächst wurde er Militär-Weltmeister vor Kim Soon-won und Armen Mkrttschjan und danach in Atlanta auch regulärer Weltmeister, wobei er im Finale Revanche gegen Alexis Vila Perdomo für die Niederlage bei der Weltmeisterschaft 1993 nehmen konnte.
1996 belegte Wugar Orudschow bei der Europameisterschaft in Budapest den 3. Platz und gewann damit wieder eine Medaille. Ein Medaillengewinn blieb ihm dann aber bei den Olympischen Spielen 1996 in Atlanta versagt. Er musste sich dort wie schon vor vier Jahren in seinem ersten Kampf gegen Wiktor Efteni geschlagen geben. Danach siegte er über Paul Ragusa, Kanada, Filiberto Fernandez, Mexiko, Rob Eiter, Vereinigte Staaten, Gheorghe Corduneanu, Rumänien und Jung Soon-won. Im entscheidenden Kampf um eine Medaille unterlag er aber dann gegen Alexis Vila Perdomo, der damit Olympiasieger wurde, während Wugar Orudschow auf den undankbaren 4. Platz abrutschte.
Nach diesen Olympischen Spielen beendete er seine Ringerlaufbahn, obwohl er erst 25 Jahre alt war.

## Internationale Erfolge
| Jahr | Platz  | Wettbewerb                              | Gewichtsklasse | Erfolge |
| 1989 | 1.     | Junioren-EM (Juniors) in Bursa          | bis 46 kg      | vor Mircea Crutus, Rumänien und Fazli Yeter, Türkei (später Deutschland) |
| 1989 | 2.     | Junioren-WM (Espoirs) in Ulan-Bator     | Halbfliegen    | hinter Nasser Zeinalnia, Iran, vor Luwsan–Ischiin Sergelenbaatar, Mongolei und Francisco Borrero, Kolumbien |
| 1990 | 1.     | Junioren-EM (Espoirs)                   | Halbfliegen    | vor Neven Alexejew, Bulgarien und Gabriel Lupu, Rumänien |
| 1991 | 3.     | EM in Stuttgart                         | Halbfliegen    | hinter Reiner Heugabel, Deutschland und Stanislaw Szostecki, Polen |
| 1991 | 1.     | WM in Warna                             | Halbfliegen    | vor Kim Il-Ong, Nordkorea, Kim Jong-shin, Südkorea, Reiner Heugabel und Romică Rașovan, Rumänien |
| 1992 | 2.     | EM in Kaposvár                          | Halbfliegen    | hinter Romică Rașovan, vor Reiner Heugabel und Stanislaw Szostecki |
| 1992 | Bronze | OS in Barcelona                         | Halbfliegen    | nach einer Niederlage gegen Kim Il-Ong und Siege nüber Fariborz Besarati, Schweden, Stanislaw Szostecki, Aldo Martinez Hechvarria, Kuba, Reiner Heugabel und Romică Rașovan                                     |
| 1993 | 2.     | WM in Toronto                           | Halbfliegen    | hinter Alexis Vila Perdomo, Kuba, vor Jung Soon-won, Südkorea, Ilyas Sükrüoglu, Türkei, Armen Mkrttschjan, Armenien und Reiner Heugabel                                                                         |
| 1995 | 1.     | EM in Fribourg/Schweiz                  | Halbfliegen    | vor László Óváry, Ungarn, Wiktor Efteni, Ukraine und Armen Mkrttschjan |
| 1995 | 1.     | Militär-WM                              | Halbfliegen    | vor Kim Soon-won, Armen Mkrttschjan, Beyhan Gülfiliz, Türkei und Reiner Heugabel |
| 1995 | 1.     | Welt-Cup in Chattanooga                 | Halbfliegen    | vor Nader Rahmati, Iran und Raul Ragusa, Kanada |
| 1995 | 1.     | WM in Atlanta                           | Halbfliegen    | vor Alexis Vila Perdomo, Armen Mkrttschjan, Nader Rahmati und Georgi Christow, Bulgarien |
| 1996 | 3.     | EM in Budapest                          | Halbfliegen    | hinter Wiktor Efteni, Armen Mkrttschjan, vor Nikos Tsikualtseli, Griechenland und Witali Railean, Moldawien |
| 1996 | 2.     | Großer Preis von Deutschland in Leipzig | Halbfliegen    | hinter Alexis Vila Perdomo, vor Romică Rașovan, Deutschland und Beyhan Gülfiliz |
| 1996 | 4.     | OS in Atlanta                           | Halbfliegen    | nach einer Niederlage gegen Wiktor Efteni, Siegen über Raul Ragusa, Filiberto Fernandez, Mexiko, Rob Eiter, USA, Gheorghe Corduneanu, Rumänien und Jung Soon-won und einer Niederlage gegen Alexis Vila Perdomo |

## Erläuterungen
- alle Wettkämpfe im freien Stil
- OS = Olympische Spiele, WM = Weltmeisterschaft, EM = Europameisterschaft
- Halbfliegengewicht, Gewichtsklasse bis 48 kg Körpergewicht